# Ho Yinsen
El profesor Ho Yinsen es un personaje ficticio que aparece en los cómics estadounidenses publicados por Marvel Comics. El personaje es generalmente representado como un personaje secundario del superhéroe Iron Man (Tony Stark), y desempeña un papel clave en la historia de origen de Iron Man como un tutor y coconstructor de su primera armadura.
El actor Shaun Toub interpretó al personaje Yinsen en la película Iron Man en el 2008, y en el 2013, Iron Man 3.

## Historial de publicación
El profesor Yinsen apareció por primera vez en Tales of Suspense # 39 (marzo de 1963), y fue creado por Stan Lee (escritor), Larry Lieber (escritor) y Don Heck (artista). El personaje es un científico asiático, cuyo origen y nombre varían, apareciendo solo en el origen de Iron Man y sus recuentos.

## Biografía del personaje ficticio

### Biografía del personaje original
Ho Yinsen fue un pacifista, físico, ingeniero, y profesor de la ciudad ficticia (o estado) de Timbetpal; mientras Tony Stark se encontraba en la universidad, Stark había admirado mucho el trabajo del anciano. En su vejez, Yinsen fue capturado en Vietnam por el señor de la guerra Wong-Chu antes de que Tony Stark también fuese capturado. Stark había tropezado con una mina terrestre y fue herido por varias esquirlas que estaba moviéndose lentamente hacia su corazón. Yinsen construye una placa magnética y la estampa al pecho de Stark, esto logró impedir que las esquirlas alcance el corazón su corazón salvándole la vida. Wong-Chu ordena a Yinsen y Stark que construyan armas para él. En su lugar, Yinsen ayuda a Stark en secreto a construir la primera armadura de Iron Man. Al terminar la armadura se disponen a escapar juntos pero Yinsen decide sacrificar su vida distrayendo a Wong-Chu con el fin de ganar tiempo para que Stark active su armadura. Stark se pone la armadura, convirtiéndose en Iron Man; hiere a Wong-Chu y libera a todos los prisioneros.
Doce de los ex prisioneros de Wong-Chu fueron discípulos de Yinsen, uno de estos discípulos, Sun-Tao, los lleva a establecer un culto casi religioso llamado los Hijos de Yinsen. Los Hijos de Yinsen desarrollan una tecnología muy avanzada a partir de notas en un diario de Yinsen que él había escrito antes de su muerte; ellos utilizan esta tecnología para crear la aparente utopía de la Nueva Timbetpal, una ciudad flotante ambulatoria, por lo general envuelta, en el cielo. Se reveló que Wong-Chu sobrevivió a la explosión de las municiones arrojadas y que el cerebro de Yinsen fue preservado con vida, rescatado por un mercader interdimensional llamado Doctor Midas. Doctor Midas vendió el cerebro de Yinsen en una subasta a Wong-Chu. Iron Man ayuda a los Hijos de Yinsen a derrotar a Wong-Chu, quien es decapitado por uno de los Hijos de Yinsen, y recupera el cerebro de Yinsen.
Los Hijos de Yinsen intentan resucitar a Ho Yinsen colocando su cerebro dentro de una armadura consciente de Iron Man, que, desconocido para ellos, estaba en realidad bajo el control de Ultron. Ultron creyendo falsamente ser un resucitado Ho Yinsen, los Hijos de Yinsen siguen sus instrucciones hacia la planificación de una guerra; sólo Sun-Tao se niega a obedecer, por lo que es desplazado como líder de los Hijos de Yinsen por un hombre llamado Tigre Minn. Ultron lleva a los Hijos de Yinsen para revelarse al público y establecer la Iglesia de Yinsen. Sun-Tao recupera el cerebro de Yinsen y, a continuación Iron Man, Sun Tao-, y Yocasta trabajan juntos para derrotar a Ultron y los Hijos de Yinsen y liberar al prisionero de Ultron Antigone. Ultron intenta volar la ciudad flotante de los Hijos de Yinsen para matar a todos ellos, así como Iron Man, sin embargo, la armadura sensible parece haber absorbido lo suficiente de los pensamientos de Yinsen que parte de ella actúa para salvar a Iron Man y Sun-Tao de la destrucción de la ciudad.

### Biografía del personaje después del retcon de Afganistán
En la historia de "Ejecutar Programa" de Invincible Iron Man vol. 4, un retcon establece que Tony Stark y Ho Yinsen habían sido capturados, no por los comunistas en Vietnam, sino más bien por el Talibán en Afganistán, y que Ho Yinsen fue asesinado bajo las órdenes de cinco terroristas (Dennis Kellard, Ara Tanzerian, Zakim Karzai, Aftaab Lemar, y Kareem Mahwash Najeeb). Antes de morir, Yinsen habían sido obligado a implantar una unidad receptora "bio-magnética" dentro del cerebro de Stark. En un intento fallido de recuperar el dispositivo de control para el implante, los terroristas envían un asesino a sueldo (Andrei Gorlovich) para asesinar a la esposa de Yinsen.
Años más tarde, algunos de los cinco terroristas se han convertido en diplomáticos. El hijo adolescente afligido de Yinsen (cuyo nombre nunca se reveló), culpando a Stark por la muerte de sus padres, toma el control del dispositivo en el cerebro de Stark y lo utiliza para controlarlo para asesinar a los cinco ex terroristas, volviéndose así culpable de los asesinatos, cuando Stark, con el fin de tratar de probar su inocencia, se enfrenta al hijo de Yinsen, el hijo de Yinsen es baleado y muerto con un rifle de francotirador por un agente de S.H.I.E.L.D. actuando por orden del calloso Nick Fury.
Como parte de All-New, All-Different Marvel, se revela que Yinsen tiene una hija llamada Dra. Toni Ho que trabaja como ingeniera y tiene tres doctorados. Se convierte en miembro del A.I.M. rehabilitado, donde sus siglas se cambiaron de Advanced Idea Mechanic a Avengers Idea Mechanic después de que fuera comprada por Sunspot. Como parte de los Mecánicos de la Idea de los Vengadores, la Dra. Toni Ho forma parte del equipo de apoyo para los Nuevos Vengadores. Toni Ho se unió a los U.S. Avengers en su versión de la armadura Iron Patriot.

## Otras versiones

### Marvel Adventures
En Marvel Adventures, Gia-Bao Yinsen era un inventor pacifista y profesor de la ciudad ficticia de Madripoor que critica a Tony Stark por permitir que las armas que Stark diseñó para caer en las manos de Advanced Idea Mechanics (A.I.M.), que están utilizando las armas para atacar Madripoor. Al volar un avión experimental, Stark es derribado y capturado por AIM que también tiene prisionero a Yinsen. Usando los restos del avión de Stark, Stark y Yinsen trabajan juntos para diseñar un par de armaduras de Iron Man, una de oro y otra roja, llevando a ambas. Yinsen es asesinado durante su huida de A.I.M.

### Iron Man: Season One
El Dr. Hoy Yin Sen es un nacional del país ficticio de Chardistán. Muere por accidente cuando se desvía una bala dirigida a Iron Man.

### Marvel Mangaverse
En Marvel Mangaverse, Ho Yinsen es uno de los creadores de la tecnología Iron Man.

### Iron Man: Fatal Frontier
En la Tierra-14029 como se ve en Iron Man: Fatal Frontin Infinite Comics, esta versión de Ho Yinsen todavía estaba cautiva de los terroristas de Afganistán. Cuando Yinsen estaba a punto de operar a Tony Stark para poner un electroimán en su pecho para salvarlo de la metralla que se aproximaba a su corazón, Stark rechazó la salvación y contra la voluntad de Ho activó un "traje de rescate" sin armas, para que Yinsen escapara del cautiverio. En sus mundos finales, Stark le pidió a Yinsen que usara el traje para rescatar al mundo de personas como él. Yinsen escapó de la cueva de los terroristas afganos al desviar las balas usando las habilidades de la armadura. En el camino a casa, Yinsen evitó que el DC-10 se estrellara al descubrir que podía usar esta armadura para proteger al mundo como Rescate. Yinsen más tarde mejoró el traje de rescate. En algún momento en el tiempo, él luchó brevemente con los Defensores por un malentendido antes de finalmente unirse a ellos y expandirse por todo el mundo convirtiendo a la Tierra en un "Mundo Defensores". En el presente, Yinsen estaba dando un discurso conmemorando la muerte de Tony Stark y el día en que se convirtió en Rescate.

### Capitán Gran Bretaña y los Poderosos Defensores
Durante la historia de Secret Wars, una variación de Ho Yinsen reside en el dominio de Battleworld en Yinsen City, donde se desempeñó como su Barón. También se le muestra que tiene una hija llamada Toni que opera como Kid Rescue. Basado en los sueños que tiene de una Tierra previa al mundo de batalla, probablemente provenga de la Tierra-14029.

## En otros medios

### Televisión
- El personaje apareció en la serie de televisión animada Iron Man de 1994, con la voz de Neil Ross. Esta versión recibe el nombre de Wellington Yinsen. Trabaja con el profesor Arnold Brock antes de que Arnold se convierta en el Mandarín. Mandarín más tarde captura a Yinsen y Tony Stark para construir una armadura para sus secuaces. En cambio, Yinsen ayuda a Stark a convertirse en Iron Man para ayudarlo a escapar. Yinsen es vaporizado por el Mandarín en el proceso mientras protege a Iron Man y al muñeco de Tony Stark.
- El profesor Ho Yinsen aparece en Marvel Anime: Iron Man con la voz de Hiroaki Hirata en la versión japonesa y la de Kyle Hebert en el doblaje inglés. La historia temprana de esta versión es similar a la de su versión cinematográfica, ya que ayuda a instalar el electroimán inicial que mantiene vivo a Tony Stark después de que terroristas lo derriben en su helicóptero y lo convenza de que reflexione sobre su carrera como fabricante de armas. Sin embargo, Yinsen está vivo aunque corrompido por el ministro de Defensa Kuroda de Zodiac y se convierte en Iron Man Dio después de robar el prototipo de armadura.

- El Dr. Yinsen aparece en la segunda temporada de Iron Man: Armored Adventures episodio "El Invencible Iron Man Parte 2: Renacimiento". Aparece como un especialista médico de Stark International y el hombre que reparó el corazón de Tony Stark después del accidente del avión de Howard Stark. Más tarde se lo ve en el episodio "Iron Monger Vive" después de que Howard fue atacado con un veneno por el Jefe de Seguridad O'Brian (que se reveló que era Whitney Stane).

### Películas
- En la película animada de 2007 directamente para video The Invincible Iron Man, pero el actor de voz no está acreditado. Esta versión es Ho Yen y ayuda a James "Rhodey" Rhodes a tratar el corazón dañado de Tony Stark después de ser capturado por intentar desenterrar una ciudad antigua y le cuenta la leyenda del Mandarín. Posteriormente es asesinado por Wong-Chu.

- El profesor Yinsen apareció en la película Iron Man de 2008, interpretado por Shaun Toub. En la película, él es un médico e ingeniero de la pequeña aldea ficticia de Afganistán, Gulmira, y es capturado por la rama local de un grupo terrorista internacional llamado Los Diez Anillos junto a Tony Stark. Ayuda a Stark a crear el reactor de arco miniaturizado y la primera armadura de Iron Man, y posteriormente se sacrifica para ganar tiempo para que la armadura se cargue.
- Shaun Toub repitió el papel en un cameo en la película de 2013 Iron Man 3. Se lo vio reuniéndose brevemente con Stark durante un flashback en la víspera de Año Nuevo de 1999, a la que también asistió Aldrich Killian. Esta aparición estableció su nombre completo como Ho Yinsen. Durante el flashback, Stark bromea: "Finalmente conocí a un hombre llamado Ho".

### Videojuegos
- Shaun Toub vuelve a interpretar su papel como Yinsen para la adaptación de videojuegos Iron Man 2008. Se lo puede ver en el nivel de tutorial recorriendo a Tony Stark a través de las diversas características del traje de Iron Man y poniendo sus armas en línea. A diferencia de la película, no lo matan al ganar tiempo para Tony Stark en escapar, sino que se sacrifica deliberadamente para evitar que los Diez Anillos adquieran las notas de Tony sobre la armadura de Iron Man y las municiones que estaban almacenadas con ellos.